# Joutsijärvi (sjö i Satakunta)
Joutsijärvi är en sjö i Finland. Den ligger i Kullaa i kommunen Ulvsby i landskapet Satakunta, i den sydvästra delen av landet, 210 km nordväst om huvudstaden Helsingfors. Joutsijärvi ligger 44,5 meter över havet. Den är 6,49 meter djup. Arean är 10,39 kvadratkilometer och strandlinjen är 63,12 kilometer lång. Sjön  ingår i Kumo älvs huvudavrinningsområde.   I omgivningarna runt Joutsijärvi växer i huvudsak barrskog. Den sträcker sig 4,3 kilometer i nord-sydlig riktning, och 4,7 kilometer i öst-västlig riktning.
I övrigt finns följande i Joutsijärvi:
- Vasonluoto (en ö)
- Muraja (en ö)
- Pirttiluoto (en ö)
- Huhtaluoto (en ö)
- Iso-Flukki (en ö)
- Suuluoto (en ö)
- Keipiluoto (en ö)
- Fäärkkiluoto (en ö)
- Korpiluoto (en ö)
- Haukkaluoto (en ö)
- Vohla (en ö)
- Kilu (en ö)
- Makkaraluoto (en ö)
- Kulhaluoto (en ö)
- Iso-Nokee (en ö)
- Pahkaluoto (en ö)
- Pikku-Nokee (en ö)
- Ottaluoto (en ö)

I övrigt finns följande vid Joutsijärvi:
- Tuurujärvi (en sjö)